# Braathens Malmö Aviation
Braathens Malmö Aviation var ett svenskt flygbolag som var i luften åren 1999 och 2000. Bolaget bildades genom en sammanslagning av Transwedes reguljärdel, Braathens Sverige och Malmö Aviation. Avsikten var att rensa bort Transwedes rester och behålla Malmö Aviation. Bolaget flög på Braathens AOC (Air Operators Certificate) och använde BU som prefix på flygnummer och Braathens som callsign. Transwedeplanen målades om i Braathensfärger, medan Malmö Aviation flög som vanligt.

## Flotta
- Boeing 737-300 - Från Transwede
- Boeing 737-500 - Från Braathens
- Fokker 100 - Från Transwede
- BAe 146-200 - Från Malmö Aviation

## Läs mer
- Braathens
- Malmö Aviation
- Transwede